# Carlo Alberto Pasolini
Pour les articles homonymes, voir Pasolini (homonymie).
Carlo Alberto Pasolini, né à Bologne le 26 juin 1892 et mort à Rome le 19 décembre 1958, est un militaire italien, membre du Parti national fasciste. 
Il est le père de l'écrivain, poète et cinéaste Pier Paolo Pasolini.

## Biographie
Carlo Alberto Pasolini est né à Bologne le 26 juin 1892, dernier des trois enfants de Gaspare Argobasto Pasolini, qui, à son tour, a été reconnu à l'âge de 20 ans par Girolamo Pasolini. Il avait un frère aîné, Pietro Paolo, né en 1875 et mort célibataire à 22 ans en 1897 ; et une sœur, Dora, née en 1883 et morte en 1947. En revanche, une vieille rumeur liant Carlo Alberto à la lignée des comtes Pasolini Dall'Onda n'est pas fondée, car son grand-père Girolamo n'était pas un descendant de Pietro Desiderio Pasolini (1782-1839), anobli en tant que 1er comte Dell'Onda (puis Dall'Onda). Toutefois, l'hypothèse d'un lien plus ancien entre les deux familles, par le biais d'un géniteur commun, demeure, sans être étayée par des preuves documentaires appropriées.
Après la mort prématurée de leur père, dont la dépendance aux jeux d'argent l'avait conduit à dilapider tous les biens de la famille, les Pasolini se sont retrouvés dans une situation financière précaire. La folle passion du jeu de son père s'est malheureusement transmise à son fils Carlo Alberto. C'est pourquoi, afin de subvenir à ses besoins et à ceux de sa famille d'origine, le jeune Carlo Alberto décide de poursuivre une carrière militaire et de s'engager dans l'armée, étant immédiatement envoyé à la guerre de Libye. Il participe à la Première Guerre mondiale en tant que volontaire et devient ensuite officier d'infanterie dans l'armée royale. En 1921, il épouse la jeune enseignante frioulane Susanna Colussi, rencontrée dans sa ville natale de Casarsa, avec laquelle il retourne plus tard en Émilie. Il a un premier fils, Pier Paolo Pasolini, le 5 mars 1922, et un deuxième fils, Guido Pasolini, le 4 octobre 1925, qui est tué à l'âge de dix-neuf ans par des partisans communistes à la suite du massacre de Porzûs. Après la Grande Guerre, il adhère au Parti national fasciste.
Le 31 octobre 1926, jour de l'attentat manqué contre Benito Mussolini par le jeune anarchiste Anteo Zamboni, Carlo Alberto Pasolini commandait l'une des compagnies chargées de la protection du Duce, dans le cadre des mesures de sécurité organisées pour l'événement de l'inauguration du stade Littoriale à Bologne. Pasolini avait été chargé de gérer le service d'ordre au début de la Via dell'Indipendenza, où devait passer la voiture accompagnant Mussolini à la gare à la fin des festivités. Il est le premier à repérer et à bloquer le jeune poseur de bombes de 15 ans, qui est ensuite lynché à coups de pied et de couteau par l'escorte fasciste.
Pendant la Seconde Guerre mondiale, il est fait prisonnier et interné dans un camp de prisonniers britannique au Kenya en 1941, où il reste jusqu'à la fin du conflit. À son retour, avec le grade de colonel, il souffre d'alcoolisme et de paranoïa, ce qui rend sa présence au sein de la famille de plus en plus difficile. En 1951, il décide de suivre à Rome sa femme et son fils, qui s'y étaient installés quelques années plus tôt, et y meurt en décembre 1958. Il est enterré au cimetière de Casarsa della Delizia, dans le Frioul, ville natale de son épouse.
Avec ses deux fils, et en particulier avec son fils aîné Pier Paolo, il entretient des relations plutôt conflictuelles, notamment lorsque ce dernier adhère au parti communiste italien en 1947.